# Гьорлиц
Гьорлиц (на немски: Görlitz; на горнолужишки: Zhorjelc; на чешки: Zhořelec; на полски: Zgorzelec) е град в Германия на брега на река Найсе (Ниса), приток на Одер, във федерална провинция Саксония. Разположен е срещу полския град Згожелец, който е бил част от Гьорлиц до 1945 година. Градът принадлежи на историческата област Горна Лужица.
Днес той е най-източно разположеният град в Германия и е столица на едноименен окръг.

## История
Първоначално като малко селце с името Горелиц (Gorelic) градът е бил част от областта Горна Лужица в историческата област Бохемия. Точната дата на основаването му е неизвестна. За първи път е споменат в документ на краля на Германия, а по-късно и от императора на Свещената Римска Империя Хайнрих IV през 1071 година. С този документ Горелиц се включва в диоцеза на град Майсен, под управлението на архиепископ Бенно от Майсен. Днес документът може да бъде видян в саксонските кралски архиви в Дрезден. Произходът на името Гьорлиц е свързан със славянската дума за изгорена земя„, като по-точно произлиза от техниката за разчистване на земя за заселване чрез изгаряне. Наименованията на полския град Згожелец и чешки за Гьорлиц – Зхоржелец (Zhořelec) имат същия произход. С постепенното си развитие селцето Гьорлиц придобива статут на град. Напредъкът му се дължи на разположението върху средновековиня търговски път Виа Регия (Via Regia).
През следващите векове градът е член на лужишката Лига на шестте града, включваща още градовете Бауцен, Каменц, Любан, Льобау и Цитау. По време на управлението на Кажимеж III Велики, колонисти от Гьорлиц основават градчето Горлице в южна Полша, близо до Краков.
След опустошението от Тридесетгодишната война, Горна Лужица, в това число и Гьорлиц, е предадена на Кралство Саксония през 1635. Виенският конгрес, проведен след Наполеоновите войни през 1815', предава от Кралство Саксония на Прусия. Първоначално градът е включен в провинция Силезия, а след края на Първата световна война в провинция Долна Силезия, където остава до 1945 година.
В края на Втората световна война германските войски разрушават всички мостове на река Нейсе. С преначертаването на границите между Полша и Германия през 1945 година по поречията на реките Одер и Нейсе (Ниса), Гьорлиц е разделен. Десният бряг на града влиза в Полша и през 1948 година е наречен Згожелец, докато останалата по-голяма част остава в Германия в пределите на федерална провинция Саксония. След като Саксония става част от Източна Германия, градът е включен в окръг Дрезден през 1952. След обединението на Германия той отново е включен във федералната провинция Саксония.
На 27 юни 1994 става център на римокатолическия диоцез Гьорлиц.
Старият мост на града между Гьорлиц и Згожелец е основно обновен през 2003 – 2004 година. Официалното му откриване е на 20 октомври 2004. След като Полша се присъединява към Шенгенската зона 20 декември 2007 всички препятствия пред движението между двата града са премахнати.

## Култура
Днес отношенията между Гьорлиц и Згожелец, два града на противоположните брегове на една река, се развиват отлично. Два от мостовете са обновени, автобусна линия свързва градовете, а плановете за развитие се обсъждат заедно на общи събрания.
Гьорлиц има богато архитектурно наследство – готика, ренесанс, барок, арт нуво, което за разлика от повечето германски градове не е разрушено по време на Втората световна война. Пример за това е ренесансовата сграда Schönhof, разположена в центъра на града. Тя се нарежда сред най-старите ренесансови сгради на Германия.
През 2006 градовете близнаци Гьорлиц-Згожелец кандидатстват заедно за Европейска столица на културата през 2010. С надеждата, че полско-германското сътрудничество ще накара журито да гласува за тях, градовете остават втори, изпреварени от Есен. Точно това сътрудничество обаче ги прави световноизвестни и привлича все повече туристи.

## Туризъм
С цел по-доброто опознаване на живота, в Гьорлиц се обновяват стари сгради с историческо значение, като в тях се настаняват хора, които да ги поддържат.
Заради близостта си с Берлин, историческото значение и многобройните си туристически забележителности, Гьорлиц става все по-популярен сред туристите от Германия и цяла Европа.
В града се произвежда бира по стари технологии.

## Известни личности
Родени в Гьорлиц
- Михаел Балак (роден 1976), футболист
- Оскар Моргенщерн (1902 – 1977), икономист

Починали в Гьорлиц
- Якоб Бьоме (1575 – 1624), философ

## Побратимени градове
- Амиен, Франция
- Висбаден, Германия
- Згожелец, Полша
- Молфета, Италия
- Нови-Йичин, Чехия

## Галерия
- Катедралата Свети Петър
- Сграда в Гьорлиц
- Сграда в Гьорлиц
- Лутеранската църква
- Друга църква в Гьорлиц
- Катедрала в града
- Фонтан в центъра на Гьорлиц
- Ренесансова сграда в Гьорлиц
- Кметството и централния площад на Гьорлиц
- Централна историческа част на града
- Друг фонтан в Гьорлиц
- Изглед от центъра на Гьорлиц
- Река Нейс – отляво Гьорлиц, отдясно Згожелец
- Синагогата на Гьорлиц